# Woodwards vliegenvanger
Woodwards vliegenvanger (Batis fratrum) is een vogel uit de familie Platysteiridae (lelvliegenvangers). De soort werd ontdekt door de gebroeders Richard en John Woodward, beide missionaris en ornitholoog in Zuid-Afrika. Hieraan herinnert Woodward in de naam, en fratrum (Latijn voor 'van de broers' ) in het binomen.

## Verspreiding en leefgebied
Deze vogel komt voor in Mozambique, oostelijk Zimbabwe en oostelijk Zuid-Afrika. Zijn leefgebied bestaat uit subtropische en tropische droge bossen, subtropische en tropische, vochtige laaglandbossen, en droge savanne.

## Status
De grootte van de populatie is niet gekwantificeerd maar de soort wordt omschreven als plaatselijk vrij algemeen. Op de Rode lijst van de IUCN heeft deze soort de status niet bedreigd.